# Кузнецов, Иван Павлович (купец)
Иван Павлович Кузнецов (7 (19) ноября 1850, Петушки, Покровский уезд, Владимирская губерния, Российская империя — 12 мая 1918, Москва, РСФСР) — купец первой гильдии, благотворитель, потомственный почётный гражданин (1902), меценат — строитель церкви в Петушках , председатель правления Товарищества Переславльской мануфактуры.

## Биография
Родился в крестьянской семье предпринимателей. Его дед и отец — выходцы из деревни Новой (сейчас относится к Орехово-Зуевскому району Московской области). В 1825 году дед Даниил Лукич (1799—1886) переселился в Петушках и обучил женщин округи бумаготкацкому ремеслу. Десятилетиями раздавая надомным ткачам пряжу орехово-зуевских фабрикантов, он в 1857 году основал красильную фабрику и стал самостоятельным фабрикантом.
Отец Павел Данилович (1819—1899) торговал мануфактурным товаром в Москве. В 1890 году уволился из крестьянского сословия и стал Покровским купцом 2-й гильдии. Он состоял старостой Крутецкой Богоявленской церкви, пожертвовал на её украшение свыше 15000 рублей и был награждён за это золотой медалью на Станиславской ленте для ношения на шее.
Иван Павлович родился и получил домашнее образование в Петушках. В 1886 году сменил отца на посту церковного старосты Крутецкой Богоявленской церкви и оставался им до 1910 года. За этот период его трудами и пожертвованиями отремонтированы иконостас главного придела и стенная живопись в алтаре, обогащена церковная ризница, составлен капитал для храма. Одновременно оказывал финансовую помощь храму в селе Новоспасском и Крутецкому начальному училищу.
В 1889 году в Переславльском уезде Владимирской губернии на базе бумагопрядильной фабрики образовалось паевое общество «Товарищества Переславльской мануфактуры» с основным капиталом в полтора миллиона рублей. Самый крупный пайщик (100 паев) — Иван Павлович Кузнецов.
В 1890 году семья Кузнецовых уволилась из крестьянского сословия. Иван Павлович в возрасте 39 лет стал купеческим сыном. В 1892 году вошёл в правление Товарищества Переславльской мануфактуры. С 1894 года на протяжении двадцати лет избирался гласным (депутатом) Покровского земского собрания, Переславского земского собрания и Владимирского губернского земского собрания. 6 мая 1902 года царским указом директору Переславльской мануфактуры, Покровскому купцу 1-й гильдии Ивану Кузнецову присвоено звание потомственного почётного гражданина.
В начале XX века начал преобразования в петушинской усадьбе. Был заложен сосновый парк, посажены липовая аллея и сад, вырыты пруды, обустроены фонтан и насыпной курган, как смотровая площадка на окрестности. Одновременно занимался благотворительностью в Москве: член попечительского совета Московской глазной больницы, на углу Тверской и Мамонтовского переулка, староста церкви Святого Алексия Митрополита, председатель общества вспомоществования бедным ученикам 2-й мужской гимназии (с 1915 года). Был почётным пожизненным членом Владимирского Общества вспомоществования нуждающимся воспитанникам Владимирской духовной семинарии.
В 1906 году награждён золотой нашейной медалью за усердие на Аннинской ленте за "усердную и полезную деятельность по учреждениям Министерства Народного Просвещения".
В 1910 году построил на собственные средства Свято-Успенский храм в Петушках, что подняло статус деревни до села, а впоследствии и города.
В 1912 году стал председателем правления Переславльской мануфактуры и вошёл в Совет Московского банка.
В 1915 году в Петушках в своем доме устроил лазарет для раненых солдат.
Скончался в Москве в 1918 году и был похоронен в церковной ограде Свято-Успенского храма в Петушках.

### Место жительства
- Петушки, Покровского уезда
- Москва, Рогожская часть, в доме Капитальникова
- Москва, Большая Алексеевская, д.30 (собственный дом, сохранившийся до наших дней)

### Личная жизнь
Жена — Наталья Никитична (Брашнина)

##### Дети
- 1879 год — сын Александр (один из сооснователей АМО-ЗИЛ)
- 1885 год — сын Николай
- 1893 год — сын Владимир
- 1895 год — сын Сергей
- 1899 год — дочь Наталья

## Память
- Памятная доска Кузнецову в Петушках на здании Свято-Успенского храма.
- Именем Ивана Павловича Кузнецова названа одна из улиц города Петушки.
- Свято-Успенский храм является действующим со дня открытия в 1910 году.
- В бывшей усадьбе Кузнецовых в Петушках расположен комплекс зданий ЦРБ (центральной районной больницы).